# Медио-Сан-Хуан
Медио-Сан-Хуан (исп. Medio San Juan) —муниципалитет на западе Колумбии, на территории департамента Чоко. Входит в состав субрегиона Сан-Хуан. Административный центр — посёлок Андагоя.

## История
Муниципалитет Медио-Сан-Хуан был выделен в отдельную административную единицу 20 июля 2000 года.

## Географическое положение

Муниципалитет Медио-Сан-Хуан

Граничит на севере, западе и юге с территорией муниципалитета Истмина, на северо-востоке — с муниципалитетами Рио-Иро и Кондото, на востоке — с муниципалитетом Новита, на юго-востоке — с муниципалитетом Сипи. Площадь муниципалитета составляет 620 км².

## Население
По данным Национального административного департамента статистики Колумбии, численность населения муниципалитета в 2015 году составляла 16 317 человек.
Динамика численности населения муниципалитета по годам:
| 2005   | 2006   | 2007   | 2008   | 2009   | 2010   | 2011   | 2012   | 2013   | 2014   | 2015   |
| ------ | ------ | ------ | ------ | ------ | ------ | ------ | ------ | ------ | ------ | ------ |
| 13 027 | 13 314 | 13 611 | 13 922 | 14 235 | 14 562 | 14 894 | 15 238 | 15 596 | 15 945 | 16 317 |

Согласно данным переписи 2005 года мужчины составляли 50 % от населения Медио-Сан-Хуана, женщины — соответственно также 50 %. В расовом отношении негры, мулаты и райсальцы составляли 92,8 % от населения муниципалитета; индейцы — 6,9 %; белые и метисы — 0,3 %.
Уровень грамотности среди всего населения составлял 76,3 %.

## Экономика
Основу экономики составляют горнодобывающая промышленность, сельское хозяйство и рыболовство.

## Транспорт
Имеется местами заасфальтированная дорога, соединяющая Истмину и Андогоей. Также большое значение имеет водное сообщение по реке Сан-Хуан.